# Песочная улица (Ломоносов)
Песо́чная улица — улица в городе Ломоносове Петродворцового района Санкт-Петербурга, в историческом районе Мартышкино. Проходит от Ивановской улицы до улицы Мира, затем под углом 90° — на юг за железнодорожный подъездной путь Старый Петергоф — Ломоносов.
Название известно с 1955 года. Дано по местонахождению песчаных карьеров асфальтобетонного завода (ныне не существует).

## Перекрёстки
- Ивановская улица
- улица Мира